# Малые Прилуки
Ма́лые Прилу́ки (бел. Прылукі Малыя) — деревня в Кобринском районе Брестской области Белоруссии. Входит в состав Залесского сельсовета.
По данным на 1 января 2016 года население составило 21 человек в 11 домохозяйствах.

## География
Деревня расположена на юго-восточном берегу реки Мухавец, в 9 км к северо-востоку от города и станции Кобрин, в 53 км к востоку от Бреста, на автодороге М1 Брест-Минск.
На 2012 год площадь населённого пункта составила 0,34 км² (34 га).

## История
Населённый пункт известен с 1921 года. В разное время население составляло:
- 1999 год: 5 хозяйств, 11 человек;
- 2009 год: 13 человек;
- 2016 год[2]: 11 хозяйств, 21 человек;
- 2019 год[1]: 12 человек.